# Heinrich Ewers
Heinrich Ewers (Beuthen, 18 febbraio 1906 – Paderborn, 12 agosto 1992) è stato un teologo e giurista tedesco, decano della Rota Romana fra il 1978 e il 1982.

## Biografia
Di origine slesiana, Ewers si diplomò nel 1927 presso il Ginnasio-Liceo di Minden in Vestfalia. In seguito si laureò in giurisprudenza presso l'Università Albertina di Friburgo, poi specializzandosi presso l'Università della Borgogna di Digione, l'Università Humboldt di Berlino e l'Università Vestfaliana Guglielmina di Münster. Nel 1934 conseguì il dottorato presso l'Università Federico-Alessandrina di Erlangen.
Nel maggio dello stesso anno Ewers iniziò a studiare teologia cattolica a Paderborn, decidendo poco dopo di intraprendere la via del sacerdozio. Il 2 maggio 1940 ricevette l'ordinazione sacerdotale nel Duomo di Paderborn, dalle mani dell'Arcivescovo Caspar Klein. Dopo essere stato cappellano a Bernburg e Anröchte, nel novembre 1945 venne chiamato a servire presso gli uffici dell'Arcidiocesi di Paderborn, di cui in seguito sarebbe anche diventato officiale giudiziario.
Nel 1948, infatti, intraprese gli studi in diritto canonico presso l'Istituto di Canonistica dell'Università Ludovico-Massimilianea di Monaco, dove, nel luglio 1951, conseguì il dottorato in diritto canonico con il massimo dei voti e la lode. Ewers divenne così dottore in utroque iure e poté assumere l'incarico di giudice istruttore presso il tribunale ecclesiastico di Paderborn. Dal 1955 fu anche docente presso il seminario minore della stessa Arcidiocesi.
Il 3 agosto 1956 Ewers fu chiamato da Papa Pio XII alle funzioni di giudice della Sacra Romana Rota, dove lavorò per oltre 25 anni. Nel 1961 fu anche nominato da papa Giovanni XXIII consultore della Sacra Congregazione del Concilio (divenuta dal 1967 Congregazione per il Clero), funzione che mantenne fino al febbraio 1989. Dal 1969 fu anche giudice della Corte d'Appello Civile, di cui in seguito sarebbe stato presidente. Dal 1978 al 1982, in quanto giudice più anziano nell'incarico dopo il ritiro di Charles Lefebvre, divenne decano della Rota e primus inter pares di essa.
Nel 1983, pochi mesi dopo il suo ritiro dalla Rota, ricevette la benemerenza della Gran Croce dell'Ordine al Merito della Repubblica Federale Tedesca, conferitagli personalmente dall'allora presidente Karl Carstens.